# Bibigne
Bibigne (in croato Bibinje)  è un comune di 3 985 abitanti della regione zaratina, in Croazia.

## Etimologia
Il nome della località risale al toponimo latino Bibanum, derivante dal personale "Vibius", "Bibius" più il suffisso prediale "anum", per cui Bibigne starebbe a significare "villaggio di Vibius".

## Storia
Nel 1412 Bibigne passò sotto il dominio della Repubblica di Venezia.
Promessa all'Italia nel Patto di Londra, passò, nonostante questo, al Regno dei Serbi, Croati e Sloveni nel 1921 (fu esclusa dall'enclave di Zara per pochi km). Dal 1941 al 1943 fu annessa al Regno d'Italia così come larga parte della Dalmazia e fu inclusa nel Governatorato della Dalmazia, nell'ampliata provincia di Zara. Nel 1945, dopo la fine della seconda guerra mondiale, Bibigne entrò a far parte della Repubblica Socialista di Croazia, stato federato della Jugoslavia, per poi passare alla Croazia indipendente nel 1991.

## Società

### La presenza autoctona di italiani
È presente una piccola comunità di italiani autoctoni che rappresentano una minoranza residuale di quelle popolazioni italiane che abitarono per secoli la penisola dell'Istria e le coste e le isole del Quarnaro e della Dalmazia, territori che appartennero alla Repubblica di Venezia. La presenza degli italiani a Bibigne è drasticamente diminuita in seguito agli esodi che hanno seguito la prima e la seconda guerra mondiale.
Oggi a Bibigne, secondo il censimento ufficiale croato del 2011, esiste una modestissima minoranza autoctona italiana, pari allo 0,08% della popolazione complessiva.

## Località
Il comune di Bibigne non è suddiviso in frazioni.